# André Cools
Pour les articles homonymes, voir Cools (homonymie).
André H. P.[réf. nécessaire] Cools [kols], né le 1er août 1927 à Flémalle-Haute et mort le 18 juillet 1991 à Cointe, est un homme politique socialiste belge et un militant wallon.

## Biographie
Avec un grand-père ouvrier dans le charbonnage de Marihaye et des parents qui géraient la maison du peuple de Flémalle-Grande, André Cools grandit dans un monde socialiste et ouvrier. Son père, Marcel, est membre du Parti ouvrier belge. Engagé dans la Résistance (réseau SRA Antoine), il est arrêté par la Gestapo en 1942 à la suite d'une dénonciation et est déporté à Mauthausen où il meurt le 15 août 1942. 
En 1965, il devient bourgmestre de Flémalle, commune de la banlieue liégeoise. Il est ensuite ministre du Budget de 1968 à 1971, vice-Premier ministre de 1969 à 1972, président du Parti socialiste belge de 1973 à 1978, puis président du Parti socialiste de 1978 à 1981, et président du Parlement wallon de 1982 à 1985. Il reçut aussi le titre honorifique de ministre d'État en 1983. Il reçut le grade de grand officier de l'ordre de Léopold et celui de grand-croix de l'ordre de Léopold II. Il siégea pendant la 47e législature de la Chambre des représentants. Au moment de sa mort, il était toujours bourgmestre de Flémalle et ministre wallon des Pouvoirs locaux et Travaux subsidiés.
Il est parfois surnommé le « Maître de Flémalle », par analogie avec le surnom du peintre Robert Campin. Il est membre du Royal Standard Club Liégeois (16) du 1er août 1943 au 21 septembre 1952.
Il est aussi à l'origine de la taxe sur l'eau.
Le scandale de l'affaire Agusta, dans laquelle il aurait été impliqué, éclate peu après son décès.
Ses archives sont conservées à l'Institut Émile Vandervelde. Celles-ci sont accessibles aux chercheurs et ont fait l'objet d'un inventaire en 2022.

### Assassinat: l'affaire Cools
André Cools est assassiné par balle le 18 juillet 1991 à 7 h 25 par deux personnes sur l'avenue de l'Observatoire (domaine de la Tourelle) près de sa voiture. Sa compagne est gravement blessée.
Une cellule spéciale, composée de six agents de la police judiciaire et criminelle dite « Cellule Cools », est mise en place à la suite de cet assassinat, et placée sous tutelle de la juge Véronique Ancia, celle-ci étant en faction de garde lors des faits.
Le 1er juin 1994, le juge Connerotte délivre un mandat d'arrêt contre Silvio de Benedictis, un commerçant de La Louvière auparavant déjà inculpé dans l'affaire des titres volés.
En juin 1998, deux personnes d'origine tunisienne ont été condamnées pour avoir perpétré l'assassinat d'André Cools et la tentative d'assassinat de sa compagne, ils purgent actuellement une peine de vingt-cinq ans de prison à Tunis pour ces faits. Les deux meurtriers, Ben El Amine Abdelmajid et Ben Rajib Abdeljalil, deux immigrés tunisiens qui vivaient depuis plusieurs années en Sicile, travaillaient déjà pour la mafia italienne à Agrigente, en Sicile.
En 2004, Richard Taxquet, ancien secrétaire particulier du ministre Alain Van der Biest, et Pino di Mauro, ancien chauffeur du ministre, ainsi que Cosimo Solazzo et Domenico Castellino, ont été condamnés à 20 ans de prison pour avoir organisé cet assassinat, tandis que Luigi Contrino et Carlo Todarello ont écopé de cinq ans de prison,,,. Le suicide d'Alain Van der Biest en 2002 a éteint la procédure judiciaire à son encontre.
Il est, outre avec Julien Lahaut, le seul parlementaire belge à avoir été assassiné depuis 1830.

## Décorations
- Officier du Mérite wallon (O.M.W.) à titre posthume en 2012.

### Documentaire
- Devoir d'enquête, André Cools, 20 ans de soupçons, diffusé le 1er juin 2011 et le 4 juillet 2012 sur la Une (RTBF).